# أولف راستشك
أولف راستشك (بالألمانية: Ulf Raschke)‏ هو لاعب كرة قدم ألماني في مركز الهجوم، ولد في 23 يوليو 1972 في ركلنهاوزن في ألمانيا. لعب مع بوروسيا دورتموند ب وبوروسيا دورتموند وروت فايس إيسن.